# اضطهاد دقلديانوس
شكّل اضطهاد دقلديانوس أو الاضطهاد الكبير آخر موجة اضطهاد للمسيحيين وأكثرها قسوة في الإمبراطورية الرومانية. في عام 303، أصدر الأباطرة دقلديانوس، ومكسيميانوس، وغاليريوس، وقسطنطيوس سلسلةً من المراسيم التي ألغت الحقوق الشرعية للمسيحيين وطالبت بأن يطيعوا الممارسات الدينية التقليدية. استهدفت مراسيم لاحقة رجالَ الدين وطالبت بالتضحية الجماعية، إذ أمرت جميع السكان بتقديم القرابين للآلهة. تنوعت درجات شدة الاضطهاد في أنحاء الإمبراطورية، فبلغت أدناها في بلاد الغال وبريطانيا، حيث لم يُطبَّق سوى المرسوم الأول، فيما بلغ الاضطهاد أشده في المقاطعات الشرقية. أُبطِلت القوانين الاضطهادية على أيدي أباطرة مختلفين (غاليريوس عن طريق مرسوم سيرديكا في عام 311) في أوقات مختلفة، إلا أن مرسوم ميلانو الذي أصدره كل من قسطنطين العظيم وليسينيوس في عام 313 هو الذي وضع حدًا للاضطهاد وفقًا للتراث.
كان المسيحيون قد تعرضوا للتمييز المحلي بشكل متقطع ضمن الإمبراطورية، بيد أن الأباطرة الذين سبقوا دقلديانوس ترددوا في إصدار قوانين عامة ضد الطائفة. في خمسينيات القرن الثالث للميلاد، خلال عهد دقیانوس وفاليريان، أُجبِر الرعايا الرومان -بمن فيهم المسيحيون- على تقديم القرابين للآلهة الرومانية أو مواجهة السجن والإعدام، لكن ما من دليل يشير إلى أن القصد من هذه المراسيم كان التهجم على المسيحيين تحديدًا. بعد ارتقاء غالينوس في عام 260، عُطلت هذه القوانين مؤقتًا. لم يُظهر تولي دقلديانوس السلطة في عام 284 تغيرًا مباشرًا لتغافل الإمبراطورية عن المسيحيين، بيد أنه ترافق مع تغيير تدريجي في المواقف الرسمية تجاه الأقليات الدينية. في أول خمسة عشر عامًا من حكمه، طهّر دقلديانوس الجيشَ من المسيحيين، وحكم على أتباع المانوية بالموت، وأحاط نفسه بالخصوم العلنيين للمسيحية. كان من شأن ميل دقلديانوس إلى الحكم النشط، بالتضافر مع الصورة التي تخيلها عن نفسه باعتباره من سيستعيد المجد الروماني التليد، أن يُنذِرا باضطهاد نافذ لم يشهد التاريخ الروماني له نظيرًا. في شتاء عام 302، حث غاليريوس دقلديانوس على البدء بحملة اضطهاد عامة للمسيحيين. غير أن دقلديانوس كان يقظًا، وطلب التوجيه من وسيطة أبولو الروحية. أُخِذ رد الوسيطة باعتباره مصادقةً على موقف غاليريوس، فأُعلِن عن اضطهاد عامٍّ في 24 فبراير عام 303.

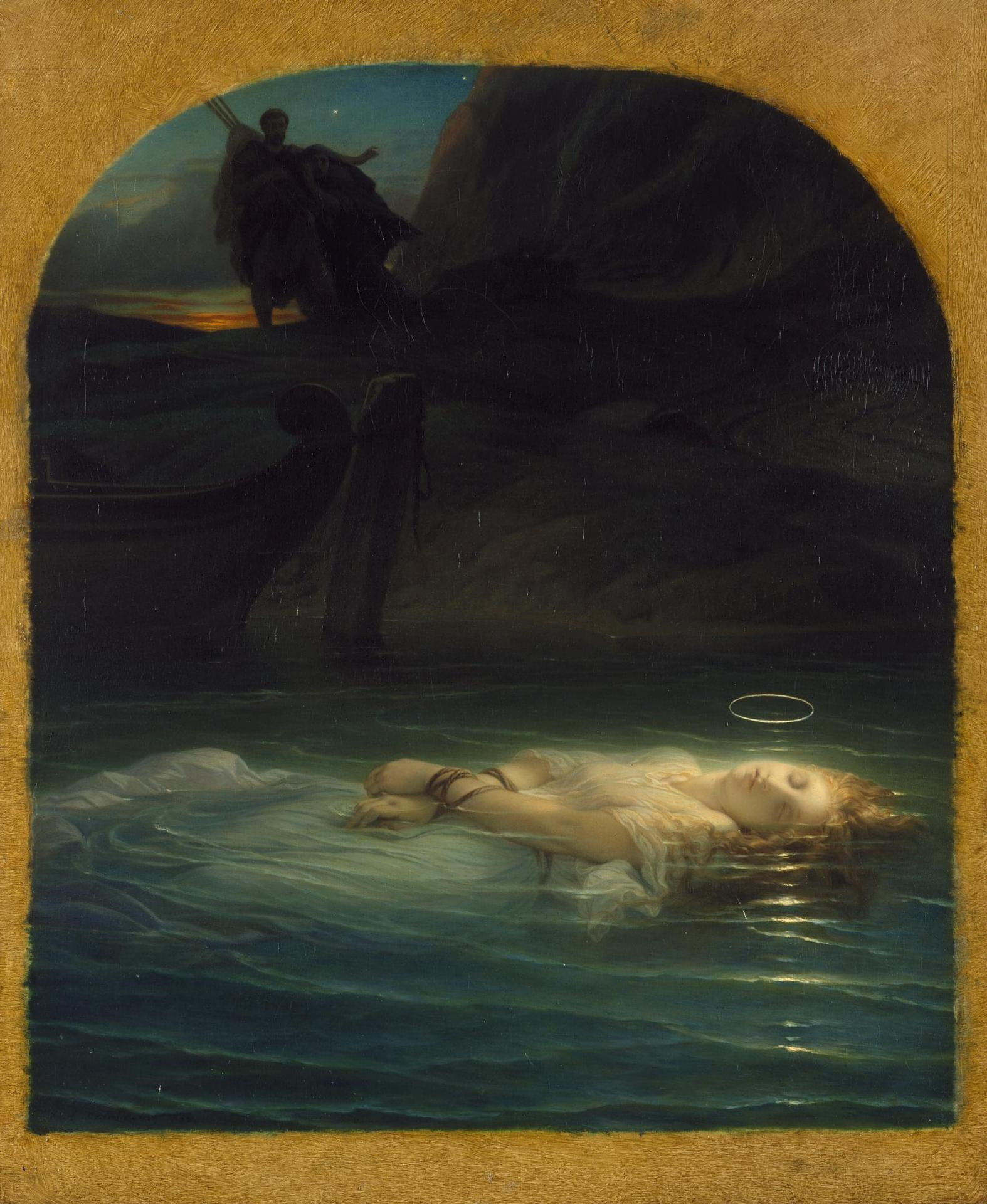
الشهيدة الشابة بريشة بول ديلاروش 1855. متحف هيرميتاج في سانت بطرسبرغ ، روسيا.

تفاوتت شدة السياسات الاضطهادية في أنحاء الإمبراطورية. في حين أظهر غاليريوس ودقلديانوس شرهًا للاضطهاد، لم يُبدِ قسطنطيوس حماسًا، ولم تُطبَّق المراسيم الاضطهادية اللاحقة، بما فيها تلك التي فرضت التقديم الجماعي للقرابين، في منطقة حكمه. أما ابنه، قسطنطين، عند توليه المنصب الإمبراطوري في عام 306، فقد أعاد الأهلية القانونية الكاملة للمسيحيين بالإضافة إلى الملكيات التي صودرت خلال الاضطهاد. في إيطاليا عام 306، اغتصب مكسنتيوس العرش من سيفيروس خليفة مكسيميانوس، واعدًا بتسامح ديني كامل. أنهى غاليريوس الاضطهاد في الشرق عام 311، غير أنه استُؤنف في مصر وفلسطين وآسيا الصغرى على يد خليفته ماكسيمينوس. وقّع كل من قسطنطين وليسينيوس، خليفة سيفيروس، في عام 313 على مرسوم ميلانو، الذي قدّم تقبلًا أوسع للمسيحية من ذاك الذي أتاحه مرسوم غاليريوس. حل ليسينيوس محل ماكسيمينوس في عام 313، واضعًا نهاية للاضطهاد في الشرق.
فشل الاضطهاد في ردع قيام الكنيسة. بحلول عام 324، كان قسطنطين الحاكم الأوحد للإمبراطورية جمعاء، وأصبحت المسيحية الديانة الأثيرة لديه. ومع أن الاضطهاد أفضى إلى موت الكثير من المسيحيين، أو تعذيبهم، أو سجنهم، أو تهجيرهم، فقد نجت أغلبية مسيحيي الإمبراطورية من العقاب. غير أن الاضطهاد أدى إلى انشقاق صف العديد من الكنائس بين من أطاعوا السلطة الإمبراطورية (الخونة أو المذعنين)، ومن ظلوا «أنقياء». استمرت بعض الانشقاقات، مثل الدوناتيين في شمال أفريقيا والميليتيونيين في مصر، إلى وقت طويل بعد الاضطهاد، إذ لم يُسَوَّ خلاف الدوناتيين مع الكنيسة حتى عام 411. يعتبر بعض المؤرخين أن المسيحيين، خلال القرون التي أعقبت عصر الاضطهاد، شكلوا «طائفة من الشهداء»، وضخموا وحشية الاضطهاد. تعرضت مثل هذه الروايات المسيحية للانتقادات في عصر التنوير وما تلاه، وكان أبرزها انتقاد إدوارد جيبون. سعى المؤرخون المعاصرون، مثل جي. إي. إم. دو سانت كروا، إلى البت في ما إذا كانت المصادر المسيحية قد بالغت في نقل الاضطهاد الدقلدياني.

## خلفية

### الاضطهادات السابقة
منذ ظهورها وحتى تشريعها في حكم قسطنطين، كانت المسيحية ديانة غير شرعية في أعين الدولة الرومانية. وطوال القرنين الأولين من وجودها، لم تلقَ المسيحية ومعتنقوها قبولًا شعبيًا يُعتد به. كان المسيحيون دائمًا محط اشتباه، وأعضاء في «جمعية سرية» يتواصل أتباعها باستخدام شفرة خاصة، ويتجنبون الاختلاط مع المحيط العام. كان العداء الشعبي -غضب الجماهير- هو ما حرّض أول عمليات الاضطهاد، وليس الإجراءات الرسمية. في عام 112 تقريبًا، تلقى بلينيوس، وهو حاكم بيثينيا-بنطس، قوائم طويلة من الاتهامات الموجهة إلى المسيحيين من قبل مواطنين مجهولين نصحه الإمبراطور تراجان بتجاهلها. في ليون عام 177، كان تدخل السلطات المدنية هو وحده ما ردع مجموعة من الغوغاء الوثنيين عن إخراج المسيحيين من منازلهم وضربهم حتى الموت.
بالنسبة إلى أتباع المذاهب التقليدية، كان المسيحيون مخلوقات غريبة شاذة: ليسوا من الرومان تمامًا، لكنهم ليسوا بربريين تمامًا في الوقت نفسه، وقد شكلت ممارساتهم تهديدًا كبيرًا للعادات والتقاليد. نبذ المسيحيون المهرجانات العامة، ورفضوا المشاركة في عبادة الأباطرة، وتجنبوا المناصب العامة، وانتقدوا التقاليد العتيقة على الملأ. مزق اعتناق المسيحية لحمة الكثير من العائلات: روى القديس جاستن عن زوج وثني تبرأ من زوجته المسيحية، وتحدث ترتليان عن أولاد حُرموا من الميراث جزاء اعتناقهم المسيحية. كانت الديانة الرومانية التقليدية متغلغلة في نسيج المجتمع والدولة الرومانيين على نحو كبير، غير أن المسيحيين أبوا أن يطيعوا شعائرها. وفقًا لكلام تاسيتس، أظهر المسيحيون (odium generis humani) «بغضًا للبشرية». ساد اعتقاد بين الأشخاص الأكثر سذاجة أن المسيحيين كانوا يستخدمون السحر الأسود سعيًا منهم خلف أهداف ثورية، بالإضافة إلى ممارستهم سفاح القربى (زنا المحارم) وأكل لحوم البشر.
على الرغم من ذلك، طوال القرنين الأولين من العصر المسيحي، لم يصدر أي إمبراطور قوانين عامة ضد الديانة المسيحية أو كنيستها، وكانت أعمال الاضطهاد هذه تجري تحت سلطة مسؤولين حكوميين محليين. في بيثينيا-بونتوس عام 111، جرى الاضطهاد تحت سلطة الحاكم الإمبراطوري بلينيوس؛ وفي سميرنا عام 156 وفي سيلي قرب قرطاج عام 180،جرى تحت سلطة نائب القنصل؛ وفي ليون عام 177،جرى  تحت سلطة حاكم المقاطعة. عندما أعدم الإمبراطور نيرون مسيحيين زاعمًا تورطهم في حريق عام 64، كان ذلك شأنًا محليًا بالكامل، ولم ينتشر خارج خدود مدينة روما. كانت أعمال الاضطهاد المبكرة هذه عنيفة دون شك، بيد أنها كانت متقطعة وقصيرة ومحدودة الانتشار، وكان تهديدها للمسيحية بمجملها محدودًا. غير أن تقلب الإجراءات الرسمية في حد ذاته جعل تهديد عنف الدولة يخيم على مخيلة المسيحيين.
تغيّر نمط الإجراءات في القرن الثالث. أصبح الأباطرة أكثر نشاطًا وبدأ المسؤولون الحكوميون بمطاردة المسيحيين بشكل فعال عوضًا عن الاكتفاء بالاستجابة لإرادة الجماهير. تغيرت المسيحية هي الأخرى، فلم يعد معتنقوها «ذوي مراتب دنيا يثيرون السخط» فقط، إذ أصبح بعض المسيحيون أغنياء أو من الطبقات العليا. روى أوريجانوس، في نص كتبه في عام 248 تقريبًا، عن «الحشود التي تعتنق الدين، بمن فيهم رجال أغنياء وأشخاص في مناصب فخرية، وسيدات كريمات المحتد». ازداد حزم ردة الفعل الرسمية، ففي عام 202، وفقًا لما ورد في التاريخ الأوغسطي، وهي وثيقة تاريخية ذات موثوقية مشكوك فيها تعود إلى القرن الرابع، أصدر سيبتيموس سيفيروس (الذي حكم منذ عام 193 وحتى عام 211) قرارًا عامًا يحظر التحول إلى اليهودية والمسيحية. استهدف ماكسيمينوس ثراكس (الذي حكم منذ عام 235 وحتى عام 238) قادة مسيحيين. أعلن ديكيوس (الذي حكم منذ عام 249 وحتى عام 251)، سعيًا منه إلى إظهار المساندة للديانة، عن وجوب تقديم القرابين للآلهة من قِبل جميع سكان الإمبراطورية، بالإضافة إلى تناولهم من لحوم الأضاحي والإقرار بهذه الممارسات. أظهر المسيحيون عنادًا ورفضوا الإذعان. تعرض قادة كنسيون، مثل فابيان أسقف روما وبابولا أسقف أنطاكية، للاعتقال والمحاكمة والإعدام، إلى جانب بعض أعضاء الرعايا المسيحيين، مثل بيونيوس من سميرنا. عُذب اللاهوتي المسيحي أوريجانوس خلال عمليات الاضطهاد ومات نتيجة جراحه بعد عام من ذلك.
شكّل الاضطهاد الذي أشرف عليه ديكيوس ضربة قاصمة للكنيسة، فقمات حركة ردة جماعية في قرطاج، وأقدم الأسقف يوكتيمون في سميرنا على تقديم القرابين وشجع الآخرين أن يحذوا حذوه. ولأن الكنيسة كانت مدنية بالعموم، يُفترض أنه كان من السهل تحديد أفراد هيئة كهنوتها وعزلهم وتدميرهم، بيد أن ذلك لم يحدث. في يونيو عام 251، توفي ديكيوس في ساحة القتال، دون إتمام أعمال الاضطهاد التي بدأها. لم تُستأنف هذه العمليات إلا بعد مرور ست سنوات، ما سمح للكنيسة باستعادة بعض وظائفها. وصل فاليريان، صديق ديكيوس، إلى عرش الإمبراطورية في عام 253. ومع أنه اعتُبر أول الأمر «ودودًا بصورة استثنائية» تجاه المسيحيين، سرعان ما أظهر العكس بتصرفاته. في يوليو عام 257، أصدر مرسومًا اضطهاديًا جديدًا، إذ واجه المسيحيون النفي أو الحكم بالعمل في المناجم عقابًا على اعتناقهم الديانة المسيحية. وفي أغسطس عام 258، أصدر مرسومًا ثانيًا رفع فيه العقوبة إلى الحكم بالموت. توقف هذا الاضطهاد أيضًا في يونيو عام 260، حين تعرض فاليريان للأسر في أرض القتال. أنهى ابنُه، غالينوس (الذي حكم منذ عام 260 وحتى عام 268)، الاضطهاد ممهدًا بذلك لنحو 40 عامًا سادت فيها الحرية من العقوبات الرسمية، وأطلق يوسابيوس على تلك الفترة اسم «فترة السلام الصغيرة للكنيسة». لم يُعكر ذلك السلام، باستثناء عمليات اضطهاد عرضية منعزلة، حتى ارتقاء دقلديانوس لعرش الإمبراطورية.

## الاضطهاد
كان الإمبراطور دقلديانوس، المعروف في 20 نوفمبر 284، محافظًا دينيًا ومخلصًا للطائفة الرومانية التقليدية. على عكس أوريليان (الذي حكم بين عامي 270 و275)، لم يدعم دقلديانوس أي طائفة دينية جديدة خاصة به. كان يفضل الآلهة الأكبر سنًا، الآلهة الأولمبية. مع ذلك، أراد دقلديانوس أن يلهم إحياءً دينيًا عامًا. وفقًا لمديح ماكسيميان: «لقد منحت الآلهة مذابح وتماثيل ومعابد وقرابين، التي كرستها باسمك وصورتك الخاصة، والتي زادت قدسيتها بالمثال الذي وضعته، لتبجيل الآلهة. بالتأكيد، سيفهم الرجال الآن ماهية القوة الكامنة في الآلهة، عندما تعبدهم بشدة». ربط دقلديانوس نفسه برئيس البانثيون الروماني جوبيتر. وربط شريكه في الإمبراطورية، ماكسيميان، نفسه بهرقل. ساعد هذا الارتباط بين الآلهة والإمبراطور في إضفاء الشرعية على مزاعم الأباطرة بالسلطة وتقريب الحكومة الإمبراطورية من العبادة التقليدية.
لم يصر دقلديانوس على العبادة الحصرية لجوبيتر وهرقل، الذي هو أمر كان سيشكل تغييرًا جذريًا في التقليد الوثني. مثلًا، حاول إيل جبل رعاية إله خاص به دون غيره، وفشل بشكل كبير. بنى دقلديانوس معابد لإيزيس وسارابيس في روما ومعبد لسول في إيطاليا. مع ذلك، فقد فضل الآلهة التي وفرت سلامة الإمبراطورية بأكملها، بدلًا من الآلهة المحلية في المقاطعات. في إفريقيا، ركز إحياء دقلديانوس على جوبيتر وهرقل وميركوري وأبولو والطائفة الدينية الإمبراطورية. أهملت طائفة ساتورن، بعل هامون الروماني. في الأيقونات الإمبراطورية أيضًا، كان جوبيتر وهرقل مشهوران. أثر نمط التحيز هذا على مصر أيضًا. لم تشهد الآلهة المصرية الأصلية أي إحياء، ولم تُستخدم الكتابة الهيروغليفية المقدسة. كانت وحدة العبادة أساسية في سياسات دقلديانوس الدينية.
وصف دقلديانوس نفسه، مثل أوغسطس وتراجان من قبله، بالـ «المعيد». حث العامة على اعتبار حكمه ونظامه، النظام الرباعي (الحكم من قِبل أربعة أباطرة)، تجديدًا للقيم الرومانية التقليدية، بعد أزمة القرن الثالث، وعودة إلى «العصر الذهبي لروما». على هذا النحو، عزز التفضيل الروماني للعادات القديمة والمعارضة الإمبراطورية للمجتمعات المستقلة. مع ذلك، فإن الموقف الناشط لنظام دقلديانوس، وإيمان دقلديانوس بقدرة الحكومة المركزية على إحداث تغيير كبير في الأخلاق والمجتمع جعله حاكمًا غير عادي. مال معظم الأباطرة الأوائل إلى توخي الحذر الشديد في سياساتهم الإدارية، مفضلين العمل ضمن الهياكل القائمة بدلًا من استبدالها. على عكس ذلك، كان دقلديانوس على استعداد لإصلاح كل جانب من جوانب الحياة العامة لتحقيق أهدافه. تحت حكمه، أعيد تجديد العملات والضرائب وفن العمارة والقانون والتاريخ بشكل جذري ليعكس أيديولوجيته الاستبدادية والتقليدية. كان إصلاح «النسيج الأخلاقي» للإمبراطورية - والقضاء على الأقليات الدينية - مجرد أحد خطوات تلك العملية.
أصبح الموقف الفريد للمسيحيين واليهود في الإمبراطورية واضحًا بشكل متزايد. حصل اليهود على تسامح الإمبراطور بسبب العصور القديمة العظيمة لإيمانهم. تم استثناؤهم من اضطهاد ديسيوس واستمروا بالتمتع بالحرية من الاضطهاد في ظل الحكومة الرباعية. نظرًا لأن إيمانهم كان جديدًا وغير مألوف ولم يرتبط عادةً باليهودية بحلول ذلك الوقت، لم يتمتع المسيحيون بنفس الحرية. بالإضافة إلى ذلك، كان المسيحيون يبعدون أنفسهم عن تراثهم اليهودي طوال تاريخهم.
لم يكن الاضطهاد هو الخيار الوحيد للسياسة الأخلاقية للنظام الرباعي. في عام 295، أصدر دقلديانوس أو قيصره (الإمبراطور المرؤوس)، غاليريوس، مرسومًا من دمشق يحظر زواج الأقارب ويؤكد سيادة القانون الروماني على القانون المحلي. تصر مقدمة المرسوم على أن من واجب كل إمبراطور تطبيق التعاليم المقدسة للقانون الروماني، لأن «الآلهة الخالدة ستؤيد الاسم الروماني وستكون مسالمةً معه. إذا رأينا أن كل الخاضعين لحكمنا يعيشون حياةً تقية دينية ومسالمة وعفيفة من جميع النواحي». 